# John Mylong
Adolf Heinrich Münz — né le 27 septembre 1892 à Vienne (alors en Autriche-Hongrie), mort le 8 septembre 1975 à Beverly Hills (Californie) — est un acteur américain d'origine autrichienne, connu sous les noms de scène de Jack Mylong-Münz (en Europe), puis de John Mylong (aux États-Unis).

## Biographie
Après des débuts au théâtre en 1912, il entame une carrière au cinéma sous le premier nom de scène de Jack Mylong-Münz, dans le film muet allemand Der heilige Haß de Manfred Noa, sorti en 1921.
Durant sa première période européenne, suivent quatre-vingt-cinq autres films (allemands surtout, autrichiens ou en coproduction) jusqu'en 1935, dont Die elf Schill'schen Offiziere de Rudolf Meinert (1926, avec le réalisateur et Grete Reinwald), Mary d'Alfred Hitchcock (version allemande de Meurtre, 1931, avec Alfred Abel et Olga Tchekhova) et La Chorale de Leuthen de Carl Froelich (1933, avec Otto Gebühr et Olga Tchekhova).
De confession juive, à la suite de l'Anschluss en 1938, il quitte son pays natal et émigre aux États-Unis, où il s'installe définitivement ; il est naturalisé américain en 1948. Son premier film américain, sorti en 1940, est Overture to Glory de Max Nosseck (tourné en yiddish).
Poursuivant sa carrière à l'écran sous le second nom de scène de John Mylong, il contribue à quarante-six autres films américains (le dernier sorti en 1962), dont Pour qui sonne le glas de Sam Wood (1943, avec Gary Cooper et Ingrid Bergman), Les Conquérants d'un nouveau monde de Cecil B. DeMille (1947, avec Gary Cooper et Paulette Goddard), Le Secret magnifique de Douglas Sirk (1954, avec Jane Wyman et Rock Hudson) et I Mobster de Roger Corman (son avant-dernier film, 1958, avec Steve Cochran et Robert Strauss). S'ajoute un ultime film allemand sorti en 1951, Das Haus in Montevideo de (et avec) Curt Goetz et Valerie von Martens.
À la télévision américaine, outre un téléfilm diffusé en 1958, il apparaît dans trente-trois séries entre 1952 et 1967, dont Alfred Hitchcock présente (un épisode, 1955) et 77 Sunset Strip (un épisode, 1958).

## Filmographie partielle

### Période européenne (1921-1935/1951)
(cinéma)
- 1921 : Der heilige Haß de Manfred Noa (en deux parties) : Rabob
- 1925 : Aus der Jugendzeit klingt ein Lied de Franz Osten : Jürg Asmussen
- 1926 : Die elf Schill'schen Offiziere de Rudolf Meinert : un partisan
- 1927 : Der Katzensteg de Gerhard Lamprecht : Felix
- 1927 : Les Onze Diables (Die elf Teufel) de Zoltan Korda et Carl Boese : Biller
- 1928 : Modern Piraten de Manfred Noa : Henry Lincoln
- 1928 : La Dame en noir (Die Dame in Schwarz) de Franz Osten : Werner Bennigsen
- 1929 : Die Abenteurer G.m.b.H. de Fred Sauer : Boris
- 1929 : Les Roses blanches de Gilmore (Die weißen Rosen von Ravensberg) de Rudolf Meinert : Andreas
- 1929 : Drei Tage auf Leben und Tod - aus dem Logbuch der U.C.1 de Heinz Paul : le chef
- 1929 : Sainte-Hélène (Napoleon auf St. Helena) de Lupu Pick : rôle non spécifié
- 1930 : Oiseaux de nuit (Der Greifer) de Richard Eichberg (version allemande) : Jeff
- 1931 : Mary d'Alfred Hitchcock (version allemande de Meurtre, 1930) : John Stuart
- 1932 : Die elf Schill'schen Offiziere de Rudolf Meinert : un partisan
- 1933 : Le Front invisible (Die unsichtbare Front) de Richard Eichberg : Rolf Lange
- 1933 : La Chorale de Leuthen (Der Choral von Leuthen) de Carl Froelich : le général von Seydlitz
- 1933 : Unsichtbare Gegner de Rudolph Cartier
- 1935 : Tagebuch der Geliebten d'Hermann Kosterlitz : rôle non spécifié
- 1951 : La Maison de Montevideo de Curt Goetz et Valerie von Martens : l'avocat

### Période américaine (1940-1962)

#### Cinéma

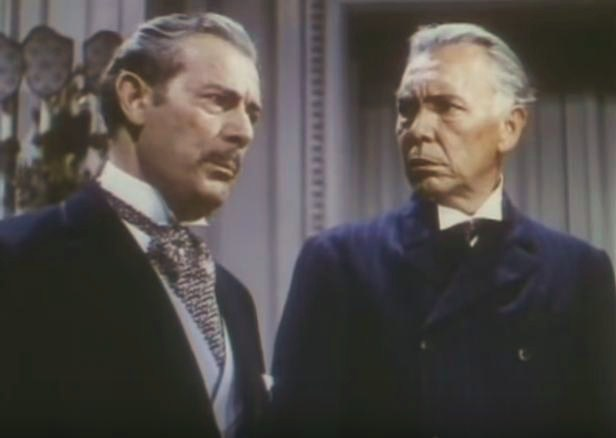
Avec Georges Renavent (à d.), dans Les Exploits de Pearl White (1947).

- 1940 : Overture to Glory de Max Nosseck : Stanislaw Maniusko
- 1942 : Carrefours (Crossroads) de Jack Conway : le baron De Lorrain
- 1943 : La Nuit sans lune (The Moon Is Down) d'Irving Pichel
- 1943 : Pour qui sonne le glas (For Whom the Bell Tolls) de Sam Wood : le colonel Duval
- 1943 : The Strange Death of Adolf Hitler de James P. Hogan :
- 1943 : Requins d'acier (Crash Dive) d'Archie Mayo : le capitaine d'un sous-marin
- 1944 : Les Conspirateurs (The Conspirators) de Jean Negulesco : le commandant de la prison
- 1944 : Angoisse (Experiment Perilous) de Jacques Tourneur : Nick Bederaux Sr.
- 1944 : L'Odyssée du docteur Wassell (The Story of Dr. Wassell) de Cecil B. DeMille : Janssen
- 1944 : Le Masque de Dimitrios (The Mask of Dimitrios) de Jean Negulesco : Druhar
- 1946 : Le Joyeux Barbier (Monsieur Beaucaire) de George Marshall : un ministre d'État
- 1946 : Cape et Poignard (Cloak and Dagger) de Fritz Lang : un capitaine allemand
- 1946 : Je vous ai toujours aimé (I've Always Loved You) de Frank Borzage : l'impresario
- 1947 : Les Conquérants d'un nouveau monde (Unconquered) de Cecil B. DeMille : le colonel Henry Bouquet
- 1947 : Les Exploits de Pearl White (The Perils of Pauline) de George Marshall : un docteur français
- 1949 : Toute la rue chante (Oh, You Beautiful Doll) de John M. Stahl : le maître de cérémonie
- 1949 : Bastogne (Battleground) de William A. Wellman : un major allemand
- 1950 : Annie, la reine du cirque (Annie Get Your Gun) de George Sidney : l'empereur Guillaume II
- 1951 : Fini de rire (His Kind of Woman) de John Farrow : Martin Krafft
- 1953 : Robot Monster de Phil Tucker : le professeur
- 1954 : Le Secret magnifique (Magnificent Obsession) de Douglas Sirk : Dr Emil Hofer
- 1954 : Rhapsodie (Rhapsody) de Charles Vidor : un docteur
- 1956 : Ne dites jamais adieu (Never Say Goodbye) de Jerry Hopper : M. Gosting
- 1956 : Tu seras un homme, mon fils (The Eddy Duchin Story) de George Sidney : M. Duchin
- 1958 : I Mobster de Roger Corman : Joe Sante Sr.

#### Télévision
- 1955 : Alfred Hitchcock présente (Alfred Hitchcock Presents), première série, saison 1, épisode 5 Évanouie (Into Thin Air) de Don Medford : le docteur
- 1958 : 77 Sunset Strip, série, saison 1, épisode 9 Iron Curtain Caper de Richard L. Bare : le baron Von Hefner
- 1958 : Counterspy, téléfilm de Ralph Murphy : Dr Jasny